# Sr1
Sr1 — односекционный четырёхосный электровоз переменного тока, производившийся Новочеркасским электровозостроительным заводом (НЭВЗ) по заказу железных дорог Финляндии (Valtion Rautatiet, VR). В технической литературе иногда упоминается как ЭС40.

## Предпосылки появления. Проектирование
Электрификация железных дорог Финляндии началась в 1965 году, движение электропоездов на первом электрифицированном участке протяжённостью 38 км было открыто в 1969 году. С увеличением протяженности электрифицированных линий возникла потребность и в электровозах. Поскольку финская промышленность не была готова самостоятельно создать магистральный электровоз, правительство Финляндии приняло решение заказать электровозы за границей. Предложения на поставку электровозов были сделаны фирмам Швеции, ФРГ, Франции, Японии, Чехословакии. 
В сентябре 1966 года в Новочеркасске была проведена встреча представителей Управления финских государственных железных дорог (УФЖД), торгпредства СССР в Финляндии и В/О «Энергомашэкспорт». На ней также присутствовал директор НЭВЗа и ВЭлНИИ Георгий Александрович Бердичевский. На встрече были выяснены основные требования финских железнодорожников к электровозу для финских железных дорог. Требовался четырёхосный электровоз однофазного переменного тока напряжением 25 кВ 50 Гц, длительной мощностью 3000—3100 кВт, силой тяги длительного режима 14—15 тс, максимальной скоростью 140—160 км/ч, нагрузкой от оси на рельс 21 тс. В силу данных требований ни один отечественный электровоз не мог стать прототипом для финского электровоза, но проработка показала, что НЭВЗ может выпустить партию таких электровозов.
В 1968—1969 годах УФЖД уточняло требования к электровозу, а советские специалисты предлагали варианты его реализации. Он получил обозначение Sr1, что означает Sähköveturi raskas (электровоз тяжёлый), модель 1. Работы по созданию электровоза, проходившие под личным контролем директора НЭВЗ, возглавил Н. А. Сорин. Разработкой тяговых двигателей электровоза руководили В. И. Бочаров и Н. К. Иванченко, электрической схемы — В. Я. Свердлов, Н. Г. Пушкарев, электрических аппаратов — В. И. Попов, Ф. И. Мавдриков, пневматического оборудования — В. В. Пирогов, Е. Е. Порохин, механической части — П. И. Лозовой, В. Л. Либерман. Проработка показала, что необходимы как новые конструкции узлов электровоза, так и новые технологии их изготовления; что часть оборудования придётся заказывать за рубежом. Несмотря на сомнения ряда специалистов в возможности реализации проекта Sr1, директор НЭВЗ поддержал его. 
УФЖД требовало максимальной унификации оборудования Sr1 с оборудованием на уже эксплуатируемом в Финляндии подвижном составе. Поэтому часть оборудования Sr1 заказали у зарубежных фирм, уже поставлявших это оборудование для финского подвижного состава (у фирмы Knorr-Bremse — тормозное оборудование и главный компрессор, у ASEA — разрядники и гидравлические гасители колебаний, у BBC — быстродействующие выключатели, у Bremshey — кресло машиниста).  
Выбор поставщиков тяговой передачи и силового преобразователя электровоза осуществлялся советскими специалистами. Для Sr1 требовался тяговый привод II класса, который на советских электровозах ещё не применялся. Приняли решение использовать тяговый привод II класса электровозов семейства ЧС, поставлявшихся в СССР фирмой Шкода (узнав об этом, специалисты этой фирмы отказались давать гарантию на применение своего привода на Sr1). Для электровоза требовались управляемые выпрямители на тиристорах. В СССР электровозы с такими выпрямителями ещё не строились, поэтому приняли решение заказать за рубежом выпрямители и систему управления ими. По итогам конкурса с участием нескольких зарубежных фирм тиристорные выпрямители и их система управления были заказаны у фирмы  Oy Strömberg Ab. Всего поставщиками оборудования и материалов для электровоза стали 35 фирм: 16 финских, 11 фирм ФРГ, по две фирмы Англии, Швейцарии и Швеции и по одной из Чехословакии и Норвегии. 
23 ноября 1970 года был подписан советско-финский контракт на поставку электровозов. Он предусматривал поставку в 1973-1974 годах шести электровозов, их испытания в Финляндии, корректировку документации (при необходимости) и последующую поставку в 1975 году ещё 21 электровоза. 

## Выпуск
Первый опытный электровоз с номером 3000 был построен в 1971 году. Поставки электровозов в Финляндию начаты с 1973 года и продолжались по 1993 год включительно. Нумерация локомотивов осуществлялась по порядку начиная с 3001. В 1995 году под новым номером 3112 был продан вышеупомянутый самый первый электровоз (Sr1-3000). Данные по выпуску электровозов приведены в таблице:
| Год  | Кол-во | Номера      | Комментарии                                                                         |
| ---- | ------ | ----------- | ----------------------------------------------------------------------------------- |
| 1971 | 1      | 3000 (3112) | Опытный электровоз. Продан железным дорогам Финляндии в 1995 году под номером 3112. |
| 1973 | 4      | 3001—3004   | Опытная серия.                                                                      |
| 1974 | 2      | 3005—3006   | Опытная серия.                                                                      |
| 1975 | 21     | 3007—3027   |                                                                                     |
| 1976 | 12     | 3028—3039   |                                                                                     |
| 1977 | 12     | 3040—3051   |                                                                                     |
| 1978 | 12     | 3052—3063   |                                                                                     |
| 1979 | 12     | 3064—3075   |                                                                                     |
| 1980 | 10     | 3076—3085   |                                                                                     |
| 1981 | 7      | 3086—3092   |                                                                                     |
| 1982 | 6      | 3093—3098   |                                                                                     |
| 1983 | 6      | 3099—3104   |                                                                                     |
| 1984 | 5      | 3105—3109   |                                                                                     |
| 1985 | 1      | 3110        |                                                                                     |
| 1993 | 1      | 3111        | Собран в Финляндии из запасных частей                                               |

Электровозы Sr1 стали самыми первыми электровозами на железных дорогах Финляндии.
Название электровоза может быть расшифровано как Sähköveturi raskas — электровоз тяжёлый. По другой версии, название расшифровывается как Sekajunaveturi raskas — грузо-пассажирский тяжёлый.
В Финляндии электровоз получил такие прозвища, как:
- Siperian susi — сибирский волк
- Kaalihäkki — клетка для капусты

## Конструкция

### Механическая часть
Электровоз представляет собой односекционный локомотив, опирающийся на две двухосные тележки. Оборудован автосцепными устройствами системы СА-3 и ударопоглощающими буферами для смягчения удара при сцепке с составом.

### Электрооборудование
Электрооборудование поставлялось финской компанией Strömberg.

### Основные параметры
Вес электровоза составляет 84 тонны. Длина по осям автосцепки — 18,96 м. Мощность часового режима — 3280 кВт, мощность длительного режима — 3100 кВт. Конструкционная скорость — 140 км/час (у модернизированных электровозов скорость повышена до 160 км/ч).

## Фотографии

### Общий вид
- Sr1-3036 в заводской красно-жёлтой окраске
- Sr1-3046 в красно-жёлтой окраске
- Sr1-3069 в бело-красной окраске VR с двухэтажным поездом
- Sr1-3084 в бело-зелёной окраске VR
- Sr1-3093
- Sr1-3096, вид сбоку

### Детали
- Сцепка двух Sr1 по СМЕ
- Пантограф
- Кабина машиниста